# Idioma kusunda
El kusunda o cusunda es una lengua aislada hablada por un reducido grupo de personas en Nepal oriental. Solo ha sido descrita en detalle recientemente, y previamente no existía demasiada información sobre esta lengua.

## Distribución e historia
Durante décadas se pensó que el kusunda estaba al borde de la extinción, con pocas esperanzas de conocerlo en detalle. El poco material que podía recabarse de memoria a partir de personas que habían hablado la lengua sugería que era una lengua aislada, aunque debido a la escasez de la evidencia se consideró que podría estar emperentado con las lenguas sinotibetanas vecinas.
Sin embargo, en 2004 tres kusundas, Gyani Maya Sen, Prem Bahadur Shahi y Kamala Singh, se trasladaron a Katmandú por asuntos administrativos. Algunos miembros de la Tribhuvan University descubrieron que uno de ellos hablaba fluidamente la lengua. Muchos de sus parientes también hablaban la lengua con fluidez. En la actualidad se conocen siete u ocho hablantes competentes de la lengua, el más joven de los cuales tiene menos de cuarenta años. Sin embargo, la lengua está amenazada, y no se conoce ningún niño que la esté aprendiendo, debido a que frecuentemente los kusunda formaban matrimonios con personas de otras etnias.
David E. Watters (2005) publicó una descripción gramatical razonablemente completa, más un vocabulario, que muestra que el kusunda debe ser considerado una lengua aislada, no solo desde el punto de vista filogenético sino también léxicamente, gramatical y fonológicamente difiere de sus vecinos y no muestra mucha influencia de esas lenguas. Es posible que los kusunda sean los únicos descendientes de las lenguas habladas en el norte de la India antes de la expansión de las lenguas tibeto-birmanas e indoiranias en esa región.

## Fonología
El kusunda tiene seis vocales; estas vocales forman dos conjuntos disjuntos respecto a la armonía vocálica. Eso significa que una palabra sólo puede tener vocales del primer grupo armónico o del segundo pero no de ambos simultáneamente. Sin embargo, esta regla general parece tener excepciones. Muchas palabras pueden ser pronunciadas con alófonos de ambos conjuntos, solo cuando aparecen consonantes uvulares la regla anterior se vuelve totalmente consistente (como en muchas otras lenguas). Las pocas palabras que muestran consistencia con consonantes no-uvulares solo hacen la distinción en la pronunciación esmerada de las elicitaciones, lo cual sugiere que el kusunda estaba en tránsito de perder la armonía vocálica estricta que pudo tener el pasado.
| Vocales | Anterior | Central | Posterior |
| ------- | -------- | ------- | --------- |
| Cerrada | i        |         | u         |
| Media   | e        | ə       | o         |
| Abierta |          | a       |           |

En el cuadro anterior las vocales más cerradas (en rojo) forman un conjunto armónico y las vocales más abiertas (en verde) forman el otro conjunto armónico complementario.